# Biểu tình Tbilisi 1956

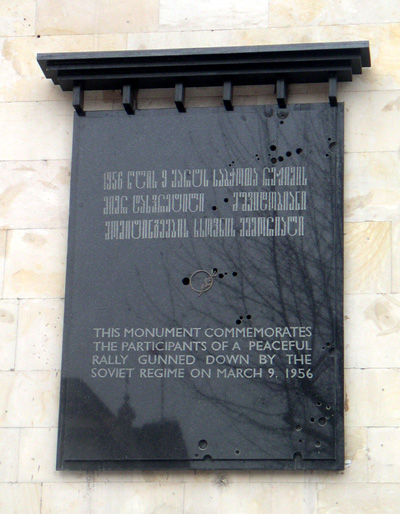
Bản kỷ niệm nạn nhân cuộc thảm sát Tbilisi 1956

Thảm sát Tbilisi, Bi kịch Tbilisi 1956 là một vụ trấn áp do quân đội Liên Xô tiến hành để đập tan cuộc bạo động chống Liên Xô ở Tbilisi, Cộng hòa Xã hội chủ nghĩa Gruzia vào ngày 9 tháng 3 năm 1956. Các cuộc phản đối ban đầu là những cuộc xuống đường tưởng niệm cho nhà lãnh đạo Liên Xô gốc Gruzia đã mất Josef Stalin, về sau biến thành một cuộc bạo động chống Nhà nước Liên Xô ở Gruzia.

## Bối cảnh
Ngày 25 tháng 2 năm 1956, tổng bí thư Đảng Cộng sản Liên Xô Nikita Sergeyevich Khrushchyov trong một bài báo cáo bí mật tại đại hội Đảng lần thứ 20, đã lên án Josef Stalin thật ra là một nhà độc tài tàn ác và cho bắt đầu chiến dịch phi Stalin hóa ở Liên Xô. Ông ta đòi hỏi chấm dứt việc sùng bái lãnh tụ, đã xảy ra từ 30 năm qua.
Báo cáo của Khrushchyov mặc dù không tuyên bố trong dân chúng, nhưng những tin đồn đã lan ra ngoài. Nhiều người tại Gruzia cho đó là làm thương tổn đến sự tự hào của dân tộc. Đối với thiếu niên Gruzia đã lớn lên thường ngày với những lời khen ngợi về sự tài ba của Stalin và rất lấy làm hãnh diện vì một người Gruzia đang cai trị nước Nga và quyết định cả nền chính trị thế giới. Sự chỉ trích bất thình lình người anh hùng của họ tạo ra một khủng hoảng lớn. Họ cho là các nhà cầm quyền người Nga quay ra ngược đãi người Gruzia.

## Biểu tình cho Stalin
Vài ngày trước ngày giỗ 3 năm của Stalin, các sinh viên tổ chức các cuộc biểu tình tự phát tại tượng Stalin ở Tiflis gần bờ sông Kura. Những cuộc biểu tình tại thủ đô Gruzia kích động những phản đối tương tự ở những vùng khác tại Gruzia.
Vào ngày 5 tháng 3 khoảng 150 sinh viên kéo tới đài kỷ niệm Stalin, mang theo hình của lãnh tụ Đảng mà lúc đó đã bị bài trừ, mang cờ đỏ với băng tang và đặt vòng hoa tưởng niệm. Những người lái xe bị đòi hỏi phải nhấn còi. Vào ngày 7 tháng 3, học sinh bỏ học đi theo các nhóm biểu tình. Hàng ngàn thiếu niên đi qua đại lộ Rustaweli tới tòa nhà chính phủ (bây giờ là  tòa nhà quốc hội ). Được đệm bởi các tiếng còi xe, họ tung hô khẩu hiệu „dideba did Stalins, dideba did Stalins" (Stalin muôn năm, Stalin muôn năm).

## Trở thành chống Liên Xô
Vào ngày 8 tháng 3 nội dung chính trị của các cuộc biểu tình đã thay đổi. Sinh viên chỉ trích chính quyền, hỏi rằng, tại sao không có rũ cờ trong thành phố và không có bức tranh của Marx, Engels, Lenin hay Stalin trong các tòa nhà hành chính. Một người cầm đầu chỉ về hướng tổng hành dinh của quân đội Liên Xô và kêu gọi: "Các người dân Gruzia! Nếu các bạn muốn có bức tranh của Stalin và Lenin, hãy tới đó và hỏi họ." Những người biểu tình kéo tới trước tổng hành dinh, kêu la và gõ vào cổng. Vào buổi tối một dàn loa được gắn tại công trường Lenin (ngày nay là Công trường Tự do), ai muốn đều có thể dùng. Những sinh viên quá khích đòi độc lập cho Gruzia.
Vào ngày 9 tháng 3, nhân viên và công nhân nhập vào các đoàn biểu tình. Đảng và chính quyền xem có vẻ nhương bộ. Chủ tịch Đảng ở Gruzia Wassili Mschawanadse loan báo trong một bài nói chuyện công cộng, sẽ để ý tới những ước muốn của người dân. Vào buổi tối những cuộc tập họp tại đài kỷ niệm Stalin và Lenin lại có những diễn văn kêu gọi tinh thần dân tộc, chống Liên Xô.

## Nổi dậy
Vào khoảng 23:45 người dân dùng vũ lực để chiếm đài truyền thanh Tiflis và cơ quan điện tín. Quân đội Sô Viết vì vậy đã nổ súng. Xe tăng chạy vào trung tâm của Tiflis, để chấm dứt cuộc nổi dậy. Người dân đã chống lại bằng dao, đá và giây thắt lưng. Cuộc chiến đấu kéo dài tới 3 giờ đêm. Côn số những người nổi dậy bị giết chết ít nhất khoảng 80, có lẽ khoảng trên 150 người. Hàng trăm người bị thương và bị bắt giam. Con số chính thức cho tới ngày nay cũng không được loan báo.
Vào sáng 10 tháng 3 một số người nổi dậy từ Tiflis tới Gori. Họ xâm nhập vào nhà máy làm vải và kêu gọi: Tại sao các anh chị làm việc ở đây? Ở Tiflis có nội chiến. Người Nga đang giết chúng ta." Một phần lớn công nhân làm việc ban đêm nhập vào với những người Tiflis trở lại thủ đô Gruzia. Tuy nhiên họ không thành công trong việc thay đổi tình hình, vì quân đội Liên Xô chiếm đóng tất cả các vị trí chiến lược trong thành phố và bắn chỉ thiên, khi có đám người tụ tập.
Sự kiện Tbilisi 1956 ở Liên Xô là một đề tài cấm kỵ. Trong nội bộ Đảng được cho đó là do gián điệp ngoại quốc giật giây. Tuy nhiên sự kiện đó ảnh hưởng lớn đối với người Gruzia. Cả 20 năm sau đó không hề có ở Gruzia một cuộc biểu tình phản đối công cộng nào cho đến các cuộc biểu tình 1978